# Massimiliano Cencelli
Massimiliano Cencelli (Roma, 1936) è un politico italiano.

## Biografia
Cencelli si iscrisse alla Democrazia Cristiana nel 1954. Ne diverrà un funzionario negli anni seguenti e, in particolare, sarà segretario di Adolfo Sarti. Successivamente è stato collaboratore di Nicola Mancino, prima che questi divenisse Vicepresidente del Consiglio superiore della magistratura. Cencelli, nel 2001, è stato candidato nella lista de La Margherita per il Consiglio comunale del Comune di Roma.
Il suo nominativo era tra quelli compresi nella lista degli appartenenti alla P2. Grande Ufficiale O.M.R.I. (Ordine al merito della Repubblica italiana), Cencelli è stato sindaco del comune di Caldarola (MC). Il suo nome è indissolubilmente legato all'espressione giornalistica "Manuale Cencelli": con cui si allude all'assegnazione di ruoli politici e governativi ad esponenti di vari partiti politici o correnti in proporzione al loro peso.